# Ilia Xhokaxhi
Ilia Xhokaxhi (ur. 28 sierpnia 1948 w Tiranie, zm. 7 maja 2007 tamże) – albański malarz, scenograf i kostiumograf.

## Życiorys
W 1973 ukończył studia w Instytucie Sztuk w Tiranie. W tym samym roku rozpoczął pracę w albańskiej telewizji jako scenograf. W 1975 przeszedł do pracy w Studiu Filmowym Nowa Albania (alb. Kinostudio Shqiperia e Re), gdzie przygotowywał projekty scenograficzne i kostiumy filmowe do 27 filmów fabularnych. Na XI Festiwalu Filmu Albańskiego został uhonorowany nagrodą za scenografię do filmu Dasma e Sakos. Ostatnim dziełem scenograficznym Xhokaxhiego był dramat Këmbanat e muzgut Teodora Laço, wystawiony w Teatrze Narodowym w Tiranie.
W 2006 został mianowany dyrektorem Centralnego Państwowego Archiwum Filmowego (alb. Arkivit Qendror Shtetëror të Filmit).
Od 1991 prezentował swoje obrazy na wystawach malarstwa albańskiego, początkowo w Tiranie, a następnie także w Ankarze, Budapeszcie, Lublanie, Nowym Jorku i Paryżu.

## Scenografia filmowa
- 1980: Pas vdekjes
- 1983: Nje emer midis njerezve
- 1984: Lundrimi i pare
- 1985: I paftuarit
- 1986: Rrethimi i vogel
- 1987: Eja!
- 1987: Vrasje ne gjueti
- 1988: Bregu i ashper
- 1992: Vdekja e burrit
- 1994: Nekrologji
- 1998: Dasma e Sakos
- 1998: Nata
- 1999: Funeral business
- 2003: Lule të kuqe, lule të zeza

## Wystawy obrazów
- 1991: Muzeum Historyczne w Tiranie (indywidualna)
- 1991: Muzeum Archeologiczne w Ankarze (zbiorowa)
- 1992: Janosh Get Gallery, New York (zbiorowa)
- 1994: Narodowa Galeria Sztuki w Tiranie
- 1996: Novi Graniti, Lubljana (zbiorowa)
- 1998: Centres Nationale d'Art, Paryż (zbiorowa)